# Фавор
Фаво́р, також Табо́р (івр. הַר תָּבוֹר, араб. جبل الطور, дав.-гр. Όρος Θαβώρ, лат. Thabor) — гора в Ізраїлі, історично розташована на території Завулонова коліна, сучасний національний парк, місце Преображення Христа, як описано в Євангелії від Матвія 17:1-9.

## Історія
Фавор і його передмістя згадується в Біблії, як одне із міст левитів (рід священників). В розпорядженні Левитів були віддані 48 міст разом з пасовиськами для худоби — серед них Фавор: «А позосталим Мерарієвим синам (з роду Левія) із Завулонового племені: Ріммон та пасовиська його, Фавор та пасовиська його.» — 1 Хроніки 6:77-78.
Згідно з християнською традицією, вважається, що на Фаворі Авраам зустрів царя Мелхиседека.
Не раніше 1854 року, на горі Фавор було засновано православний монастир. Історія його заснування пов'язується з іменем архимандрита Іринарха, вихідця з Молдавії, в минулому ченця лаври Савви Освященного. Після відкритого Іринарху видіння, він поселився на вершині гори. Згодом віднайшовши залишки древньої візантійської базиліки (її спорудження пов'язується з іменем Святої Олени). Він почав її відновлювати.

## Сучасний стан
Сьогодні на вершині цієї гори розташована католицька християнська церква Преображення Господнього, якою опікуються монахи францисканського ордену, збудована в 1924 році італійським архітектором Антоніо Барлуцці. Церква збудована на руїнах візантійської церкви IV—VI століть та пізнішого храму хрестоносців, збудованого в ХІІ ст. за часів «Єрусалимського королівства». Залишки обох старих храмів можна бачити перед будівлею сучасної церкви.
Грецька православна церква Святого Ілії розташована трохи нижче великої католицької церкви. Тут також діє жіночий православний монастир. Православний храм на горі Фавор має три престоли: центральний на честь Преображення, південний на честь пророків Мойсея та Іллі а північний на честь Георгія Переможця і Дмитра Солунського. В монастирському храмі зберігається чудотворна Акафістна ікона Божої Матері. На прилягаючій до православного монастиря території розташований печерний храм Мелхиседека.

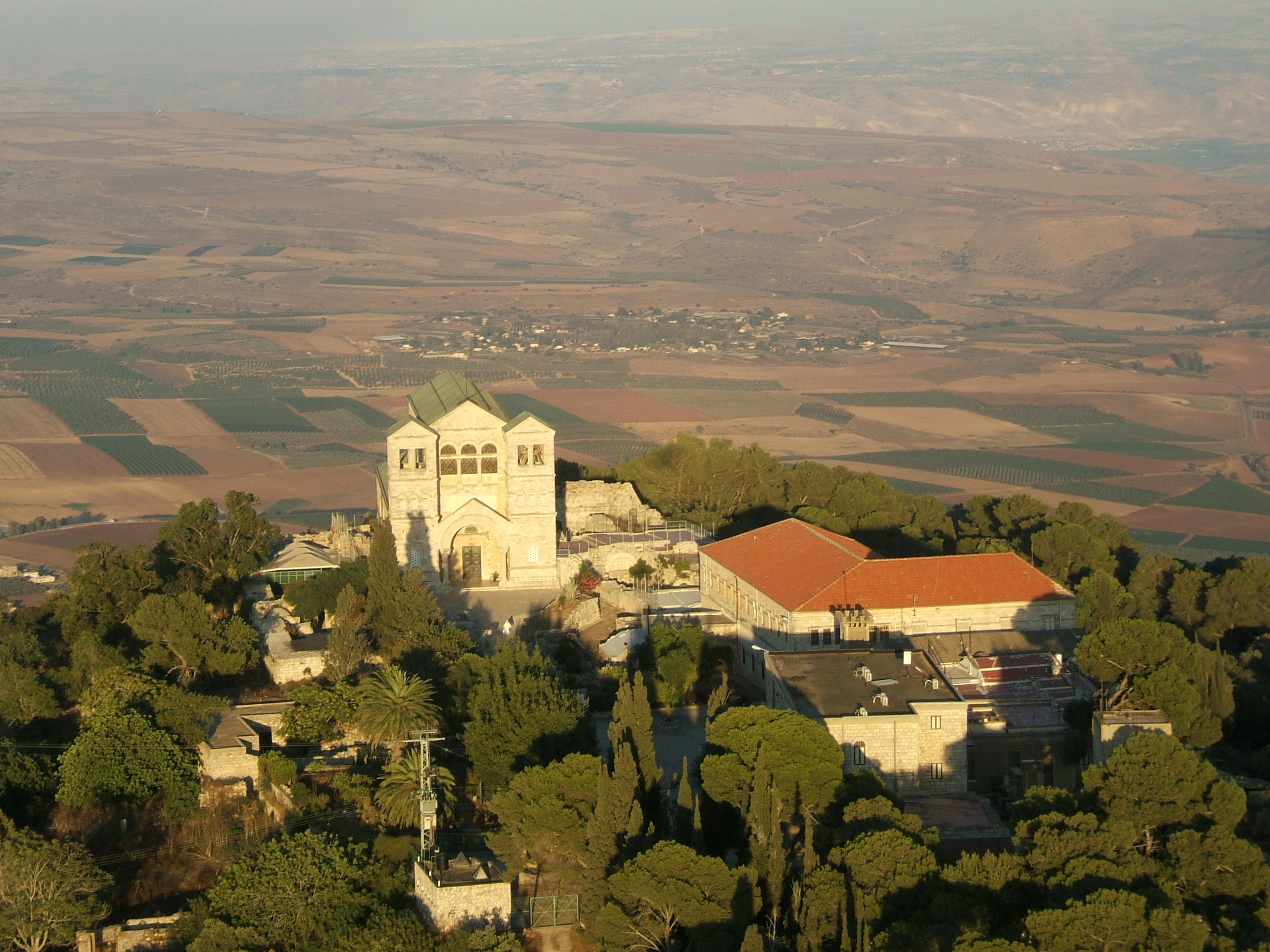
Вид на Преображенську церкву

## Інше
На честь цієї гори отримало назву місто Табор, засноване гуситами (від латинської вимови топоніма — Thabor). Назва поселення швидко стало загальною в чеській мові: словом tábor позначали будь-яке укріплене поселення. Надалі воно запозичене й до української як «табір».